# Escamoteig
L'escamoteig o stop trick és un efecte especial cinemàtic en què els cineastes aconsegueixen una aparició, desaparició o transformació alterant un o més aspectes de la posada en escena entre dos plans mentre es mantenen el mateix enquadrament i altres aspectes de l'escena. L'efecte sovint es perfeccionava en l'edició, permetent aconseguir un tall impecable i en el moment idoni. També s'hi ha referit com a substitució en stop motion o stop-action.

## Origen
El cineasta pioner Georges Méliès afirmava haver descobert accidentalment el truc, tal com escriví en Les Vues Cinématographiques el 1907 (traduït del francès):
Una obstrucció d'un aparell que vaig utilitzar al principi (un aparell rudimentari en què la pel·lícula sovint quedava encallada o s'esquinçava i es negava a seguir avançant) produí un efecte inesperat, un dia que filmava prosaicament la Plaça de l'Òpera; vaig haver de parar un moment per desobstruir la pel·lícula i posar en marxa altra vegada la màquina. Durant aquest període, vianants, òmnibusos i cotxes havien canviat de lloc, òbviament. Quan, més tard, vaig projectar la pel·lícula, reconnectada en el moment de la ruptura, vaig veure com de cop i volta el bus Madeleine-Bastille es convertia en un cotxe fúnebre, i homes es convertien en dones. El truc-per-substitució, anomenat stop-trick, havia estat inventat i dos dies després vaig realitzar la primera metamorfosi d'homes en dones i les primeres desaparicions que, en un principi, van tenir tant d'èxit.
Segons l’acadèmic Jacques Deslandes, és més probable que Méliès descobrís el truc examinant una còpia de la pel·lícula del 1895 de l'Edison Manufacturing Company The Execution of Mary Stuart, en què apareix una versió primitiva del truc. També és utilitzat en la pel·lícula del 1903 The Great Train Robbery, que atragué grans audiències, on un ninot es substituït per l’actor en el vagó de carbó. En qualsevol cas, l'escamoteig va ser el primer efecte especial que Méliès va perfeccionar, i el més important del seu corpus.

## Ús
Historiadors cinematogràfics com Richard Abel i Elizabeth Ezra van establir que gran part de l'efecte es devia a la cura de Méliès en la concordança dels fotogrames, creant continuïtat entre els dos elements rodats individualment. Efectivament, Méliès utilitzava sovint l'escamoteig no com un efecte obvi, sinó com una tècnica d’edició discreta, unint i combinant presses curtes per aconseguir-ne una de més llarga aparentment continua. L'escamoteig podia fer-se encara més discretament quan les pel·lícules eren pintades a mà, com ho eren moltes de les de Méliès; el color actuava com a distracció de manera que els talls passaven desapercebuts.
L'escamoteig va ser l'efecte especial cinemàtic més popular en les pel·lícules de trucs i les primeres pel·lícules de fantasia, especialment entre aquelles que van evolucionar de la tradició teatral del féerie. Segundo de Chomón és un dels altres directors que van utilitzar el truc per a crear efectes fantàstics complexos. La pel·lícula de 1909 de D. W. Griffith, The Curtain Pole, amb Mack Sennett, utilitzava l'escamoteig com a efecte còmic. Les transformacions que s'aconseguien per mitjà de l'escamoteig eren tan importants per a les primeres pel·lícules de fantasia que, a França, aquestes sovint eren descrites com a scènes à transformation.